# Kaliumseife
| Kaliumsalze einzelner Fettsäuren (Beispiele)      |
| Kaliumoleat, das Kaliumsalz der Ölsäure.          |
| Kaliumpalmitat, das Kaliumsalz der Palmitinsäure. |
| Kaliumstearat, das Kaliumsalz der Stearinsäure.   |

Kaliumseife (lateinisch Sapo kalinus) ist eine Sammelbezeichnung für Kaliumsalze einzelner Fettsäuren  oder – häufiger – Gemische von Kaliumsalzen mehrerer Fettsäuren.

## Herstellung
Die Verseifung natürlicher Fette und Öle mit Kalilauge liefert Gemische von Kaliumsalzen der Fettsäuren und Glycerin. Die Anteile der einzelnen Fettsäure-Anionen im Gemisch der Kaliumsalze hängt dabei von der Natur und Provenienz des als Rohstoff verwendeten Triglycerides ab.
Eine chemisch weitgehend einheitliche Kaliseife kann man erhalten durch Umsetzung einer weitgehend reinen Fettsäure mit einer stöchiometrischen Menge Kalilauge. Beispiele für solche Kaliseifen sind:
- Kaliumoleat, das Kaliumsalz der Ölsäure, eine gelbliche halbfeste Substanz, die wegen der enthaltenen C=C-Doppelbindung zu den Leimseifen gezählt werden kann.[1]
- Kaliumpalmitat, das Kaliumsalz der Palmitinsäure (Hexadecansäure), eine weiße, fettige Masse.[2]
- Kaliumstearat, das Kaliumsalz der Stearinsäure (Octadecansäure), ein weißes Pulver oder kompakte Stücke.[3]

## Verwendung
Verwendung finden Kaliumseifen als Textilhilfsmittel, Schmierseifenbestandteil (Handwaschpaste oder Flüssigseife) sowie als Verdickungsmittel in Mineralöl-basierten Schmierfetten und als Bestandteil von Rasiercremes.